# Općina Jezersko
Općina Jezersko (slo.:Občina Jezersko) je općina u sjevernoj Sloveniji u pokrajini Gorenjskoj i statističkoj regiji Gorenjskoj. Središte općine je naselje Zgornje Jezersko s 558 stanovnika.

## Zemljopis
Općina Jezersko nalazi se na sjeveru Slovenije, na granici s Austrijom. Općina se nalazi usred alpskog planinskog masiva. Općinom se pružaju Kamniške Alpe. U sredini se nalazi mala dolina rječice Kokre, koja je pogodna za život i gdje su naselja općine.
U općini vlada oštrija, planinska varijanta umjereno kontinentalne klime. Glavni vodotok je rječica Kokra, svi ostali manji vodotoci su pritoci ove rijeke.

## Naselja u općini
Spodnje Jezersko, Zgornje Jezersko

## Vanjske poveznice
- Službena stranica općine